# Unghi solid

Steradian

Un unghi solid este o porțiune din spațiu mărginită de o suprafață conică.  Unghiurile solide se măsoară în steradiani.